# 梅尔加尔德特拉
梅尔加尔德特拉，是西班牙卡斯蒂利亚-莱昂萨莫拉省的一个市镇。 总面积41平方公里，总人口567人（2001年），人口密度14人/平方公里。